# Élections législatives de 1997 dans l'Eure
Les élections législatives françaises de 1997 se déroulent le 25 mai et le 1er juin 1997. Dans le département de l'Eure, cinq députés sont à élire dans le cadre de cinq circonscriptions.

## Élus
| Circonscription | Député sortant                                       | Parti | Parti    | Député élu ou réélu  | Parti | Parti    |
| --------------- | ---------------------------------------------------- | ----- | -------- | -------------------- | ----- | -------- |
| 1re             | Françoise Charpentier suppléante de Jean-Louis Debré |       | RPR      | Jean-Louis Debré     |       | RPR      |
| 2e              | Catherine Nicolas                                    |       | RPR      | Alfred Recours       |       | PS       |
| 3e              | Ladislas Poniatowski                                 |       | UDF (PR) | Ladislas Poniatowski |       | UDF (PR) |
| 4e              | Bernard Leroy                                        |       | UDF (FD) | François Loncle      |       | PS       |
| 5e              | Jean-Claude Asphe                                    |       | RPR      | Catherine Picard     |       | PS       |

## Résultats

### Résultats à l'échelle du département
| Parti          | Parti                              | Premier tour | Premier tour | Second tour | Second tour | Sièges |
| Parti          | Parti                              | Voix         | %            | Voix        | %           | Sièges |
| -------------- | ---------------------------------- | ------------ | ------------ | ----------- | ----------- | ------ |
|                | Parti socialiste                   | 47 348       | 19,97        | 92 297      | 36,84       | 3      |
|                | Parti communiste français          | 27 338       | 11,53        |             |             | 0      |
|                | Parti radical-socialiste           | 9 072        | 3,83         | 23 178      | 9,25        | 0      |
|                | Les Verts                          | 8 782        | 3,70         |             |             | 0      |
|                | Divers gauche dont MDC             | 3 552        | 1,50         | 0           |             |        |
|                | Gauche plurielle                   | 96 092       | 40,54        | 115 475     | 46,09       | 3      |
|                |                                    |              |              |             |             |        |
|                | Rassemblement pour la République   | 43 074       | 18,17        | 70 278      | 28,05       | 1      |
|                | Union pour la démocratie française | 32 637       | 13,77        | 48 113      | 19,20       | 1      |
|                | La Droite indépendante             | 6 493        | 2,74         |             |             | 0      |
|                | Divers droite                      | 1 936        | 0,82         | 0           |             |        |
|                | Droite parlementaire               | 84 140       | 35,49        | 118 391     | 47,25       | 2      |
|                |                                    |              |              |             |             |        |
|                | Front national                     | 43 019       | 18,15        | 16 685      | 6,66        | 0      |
|                | Divers écologiste dont GÉ          | 7 342        | 3,10         |             |             | 0      |
|                | Extrême gauche dont LCR et LO      | 4 918        | 2,07         | 0           |             |        |
|                | Extrême droite                     | 842          | 0,36         | 0           |             |        |
|                | Divers                             | 700          | 0,30         | 0           |             |        |
|                |                                    |              |              |             |             |        |
| Inscrits       | Inscrits                           | 353 647      | 100,00       | 353 614     | 100,00      | 5      |
| Abstentions    | Abstentions                        | 104 313      | 29,5         | 90 955      | 25,72       |        |
| Votants        | Votants                            | 249 334      | 70,5         | 262 659     | 74,28       |        |
| Blancs et nuls | Blancs et nuls                     | 12 281       | 4,93         | 12 108      | 4,61        |        |
| Exprimés       | Exprimés                           | 237 053      | 95,07        | 250 551     | 95,39       |        |

### Résultats par circonscription

#### Première circonscription (Évreux-Sud)
| Candidat       | Candidat                       | Parti          | Premier tour | Premier tour | Second tour | Second tour |  |
| Candidat       | Candidat                       | Parti          | Voix         | %            | Voix        | %           |  |
| -------------- | ------------------------------ | -------------- | ------------ | ------------ | ----------- | ----------- |  |
|                | Jean-Louis Debré sortant réélu | RPR            | 16 627       | 34,34        | 26 833      | 53,65       |  |
|                | Anne Mansouret                 | PRS (PS)       | 9 072        | 18,74        | 23 178      | 46,35       |  |
|                | Jean-Pierre Lussan             | FN             | 8 914        | 18,41        |             |             |  |
|                | Andrée Oger                    | PCF            | 6 545        | 13,52        |             |             |  |
|                | Stéphane Loret                 | GÉ             | 1 737        | 3,59         |             |             |  |
|                | Sylvain Bigaud                 | Les Verts      | 1 442        | 2,98         |             |             |  |
|                | Emmanuel Camoin                | LDI (MPF)      | 1 163        | 2,4          |             |             |  |
|                | Michel Lefèvre                 | Divers droite  | 1 109        | 2,29         |             |             |  |
|                | Raymond Morvan                 | PT             | 777          | 1,6          |             |             |  |
|                | Christophe Oddoux              | US4J           | 484          | 1            |             |             |  |
|                | Christian Kopp                 | Divers gauche  | 283          | 0,58         |             |             |  |
|                | Boumedienne Belksier           | IR             | 140          | 0,29         |             |             |  |
|                | Elise Levy                     | Divers droite  | 120          | 0,25         |             |             |  |
|                |                                |                |              |              |             |             |  |
| Inscrits       | Inscrits                       | Inscrits       | 72 900       | 100,00       | 72 900      | 100,00      |  |
| Abstentions    | Abstentions                    | Abstentions    | 22 101       | 30,32        | 19 937      | 27,35       |  |
| Votants        | Votants                        | Votants        | 50 799       | 69,68        | 52 963      | 72,65       |  |
| Blancs et nuls | Blancs et nuls                 | Blancs et nuls | 2 386        | 4,7          | 2 952       | 5,57        |  |
| Exprimés       | Exprimés                       | Exprimés       | 48 413       | 95,3         | 50 011      | 94,43       |  |

#### Deuxième circonscription (Évreux-Nord)
| Candidat       | Candidat                   | Parti          | Premier tour | Premier tour | Second tour | Second tour |  |
| Candidat       | Candidat                   | Parti          | Voix         | %            | Voix        | %           |  |
| -------------- | -------------------------- | -------------- | ------------ | ------------ | ----------- | ----------- |  |
|                | Catherine Nicolas sortante | RPR            | 12 206       | 27,9         | 21 516      | 46,75       |  |
|                | Alfred Recours élu         | PS             | 11 955       | 27,32        | 24 504      | 53,25       |  |
|                | Yves Dupont                | FN             | 7 458        | 17,05        |             |             |  |
|                | Gérard Grimault            | PCF            | 4 145        | 9,47         |             |             |  |
|                | Pascal Dionis              | Les Verts      | 1 627        | 3,72         |             |             |  |
|                | Philippe Bauwens           | GÉ             | 1 585        | 3,62         |             |             |  |
|                | Rosine Lewi                | LO             | 1 310        | 2,99         |             |             |  |
|                | Arnaud Périnelle           | LDI (CNIP)     | 1 112        | 2,54         |             |             |  |
|                | Jean-Pierre Durand         | Divers droite  | 707          | 1,62         |             |             |  |
|                | Claude Lapeyre             | Divers         | 700          | 1,6          |             |             |  |
|                | Yves Cohen-Hadria          | US4J           | 565          | 1,29         |             |             |  |
|                | Patrick Ruch               | Extrême droite | 317          | 0,72         |             |             |  |
|                | Michel Saby                | Divers gauche  | 65           | 0,15         |             |             |  |
|                |                            |                |              |              |             |             |  |
| Inscrits       | Inscrits                   | Inscrits       | 65 332       | 100,00       | 65 326      | 100,00      |  |
| Abstentions    | Abstentions                | Abstentions    | 19 109       | 29,25        | 16 436      | 25,16       |  |
| Votants        | Votants                    | Votants        | 46 223       | 70,75        | 48 890      | 74,84       |  |
| Blancs et nuls | Blancs et nuls             | Blancs et nuls | 2 471        | 5,35         | 2 870       | 5,87        |  |
| Exprimés       | Exprimés                   | Exprimés       | 43 752       | 94,65        | 46 020      | 94,13       |  |

#### Troisième circonscription (Bernay - Pont-Audemer)
| Candidat       | Candidat                           | Parti          | Premier tour | Premier tour | Second tour | Second tour |  |
| Candidat       | Candidat                           | Parti          | Voix         | %            | Voix        | %           |  |
| -------------- | ---------------------------------- | -------------- | ------------ | ------------ | ----------- | ----------- |  |
|                | Ladislas Poniatowski sortant réélu | UDF (PR)       | 19 105       | 40,39        | 27 206      | 55,6        |  |
|                | Jean-Louis Destans                 | PS             | 12 235       | 25,86        | 21 726      | 44,4        |  |
|                | Marc Froidefont                    | FN             | 6 462        | 13,66        |             |             |  |
|                | Fernand Ernult                     | PCF            | 3 255        | 6,88         |             |             |  |
|                | Pascal Didtsch                     | LCR            | 1 758        | 3,72         |             |             |  |
|                | Jacques Rabier                     | GÉ             | 1 708        | 3,61         |             |             |  |
|                | Éric Pinel                         | LDI (MPF)      | 1 533        | 3,24         |             |             |  |
|                | Michel Ressouche                   | Les Verts      | 1 249        | 2,64         |             |             |  |
|                |                                    |                |              |              |             |             |  |
| Inscrits       | Inscrits                           | Inscrits       | 69 455       | 100,00       | 69 449      | 100,00      |  |
| Abstentions    | Abstentions                        | Abstentions    | 19 766       | 28,46        | 17 846      | 25,7        |  |
| Votants        | Votants                            | Votants        | 49 689       | 71,54        | 51 603      | 74,3        |  |
| Blancs et nuls | Blancs et nuls                     | Blancs et nuls | 2 384        | 4,8          | 2 671       | 5,18        |  |
| Exprimés       | Exprimés                           | Exprimés       | 47 305       | 95,2         | 48 932      | 94,82       |  |

#### Quatrième circonscription (Louviers)
| Candidat       | Candidat                | Parti          | Premier tour | Premier tour | Second tour | Second tour |  |
| Candidat       | Candidat                | Parti          | Voix         | %            | Voix        | %           |  |
| -------------- | ----------------------- | -------------- | ------------ | ------------ | ----------- | ----------- |  |
|                | Bernard Leroy sortant   | UDF (AD)       | 13 532       | 28,68        | 20 907      | 40,64       |  |
|                | François Loncle élu     | PS             | 12 441       | 26,37        | 22 650      | 44,03       |  |
|                | Paul Chauvelin          | FN             | 9 455        | 20,04        | 7 591       | 14,75       |  |
|                | Frédéric Cozette        | PCF            | 4 456        | 9,45         |             |             |  |
|                | Hélène Jourdain         | GÉ             | 1 822        | 3,86         |             |             |  |
|                | Jean-Michel Gantier     | Les Verts      | 1 623        | 3,44         |             |             |  |
|                | Antoine Servel de Cosmi | LDI (CNIP)     | 1 105        | 2,34         |             |             |  |
|                | Gérard Prévost          | LCR            | 1 073        | 2,27         |             |             |  |
|                | Romain Rancière         | MDC            | 660          | 1,40         |             |             |  |
|                | Joël Leost              | MÉI            | 490          | 1,04         |             |             |  |
|                | Hubert Saint-Étienne    | Divers gauche  | 413          | 0,88         |             |             |  |
|                | Robert Dubuis           | Divers gauche  | 105          | 0,22         |             |             |  |
|                |                         |                |              |              |             |             |  |
| Inscrits       | Inscrits                | Inscrits       | 71 283       | 100,00       | 71 271      | 100,00      |  |
| Abstentions    | Abstentions             | Abstentions    | 21 530       | 30,2         | 18 248      | 25,6        |  |
| Votants        | Votants                 | Votants        | 49 753       | 69,8         | 53 023      | 74,4        |  |
| Blancs et nuls | Blancs et nuls          | Blancs et nuls | 2 578        | 5,18         | 1 875       | 3,54        |  |
| Exprimés       | Exprimés                | Exprimés       | 47 175       | 94,82        | 51 148      | 96,46       |  |

#### Cinquième circonscription (Les Andelys - Vernon)
| Candidat       | Candidat                  | Parti          | Premier tour | Premier tour | Second tour | Second tour |  |
| Candidat       | Candidat                  | Parti          | Voix         | %            | Voix        | %           |  |
| -------------- | ------------------------- | -------------- | ------------ | ------------ | ----------- | ----------- |  |
|                | Jean-Claude Asphe sortant | RPR            | 14 241       | 28,25        | 21 929      | 40,28       |  |
|                | Bernard Touchagues        | FN             | 10 730       | 21,29        | 9 094       | 16,7        |  |
|                | Catherine Picard élue     | PS             | 10 717       | 21,26        | 23 417      | 43,01       |  |
|                | Marcel Larmanou           | PCF            | 8 937        | 17,73        |             |             |  |
|                | Jean-Marc Merlent         | Les Verts      | 2 841        | 5,64         |             |             |  |
|                | Henri Bonnot              | LDI (MPF)      | 1 580        | 3,13         |             |             |  |
|                | Bernard Sannier           | US4J           | 837          | 1,66         |             |             |  |
|                | Claire Ribadeau-Dumas     | Extrême droite | 525          | 1,04         |             |             |  |
|                | Franck Hamel              | GÉ             | 0            | 0            |             |             |  |
|                |                           |                |              |              |             |             |  |
| Inscrits       | Inscrits                  | Inscrits       | 74 677       | 100,00       | 74 668      | 100,00      |  |
| Abstentions    | Abstentions               | Abstentions    | 21 807       | 29,2         | 18 488      | 24,76       |  |
| Votants        | Votants                   | Votants        | 52 870       | 70,8         | 56 180      | 75,24       |  |
| Blancs et nuls | Blancs et nuls            | Blancs et nuls | 2 462        | 4,66         | 1 740       | 3,1         |  |
| Exprimés       | Exprimés                  | Exprimés       | 50 408       | 95,34        | 54 440      | 96,9        |  |